# Ramon Rogent
Ramon Rogent i Perés (Barcelona, 1920-Plan-d'Orgon, Francia, 1958) fue un pintor y dibujante español.
Realizó estudios de arquitectura y acudió a clases en la Escuela de la Lonja de Barcelona.
A partir del año 1941, desarrolla su obra en diversos campos, como la ilustración, trabajos de escenografía, murales y pintura de caballete. Estuvo influenciado por Matisse sobre todo en su colorido y en el dibujo por Picasso.
Expuso en numerosas ocasiones tanto en galerías nacionales como extranjeras, teniendo obra suya en diferentes museos.
En 1956 se le encargó la decoración de la Sala del Trabajo de la Casa de la Ciudad de Barcelona, dejándola inacabada, por su muerte prematura en accidente de automóvil en 1958, el resto de la decoración fue realizada siguiendo su proyecto por su alumno Juan Bosco Martín.